# Barckhausensches Palais

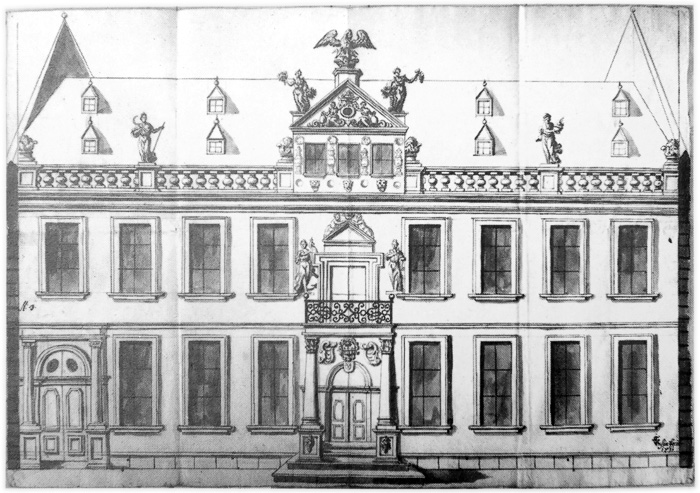
Palais Barckhaus, 1711
(Tuschezeichnung von Johan Conrad Unsinger)

Das Barckhausensche Palais (auch Palais Barckhaus genannt) war ein barockes Palais in Frankfurt am Main.

## Geschichte
Das Palais wurde um 1711 als Stadtpalais für die Familie Barckhaus(en) auf der Südseite der Zeil erbaut. Unweit des neuen Barckhausenschen Palais befand sich schon ein ebenfalls für die Familie Barckhausen-Wiesenhütten um 1700 erbautes Barockhaus. 
Das während des Dreißigjährigen Krieges nach Frankfurt geflüchtete Patriziergeschlecht von Barckhausen betrieb internationalen Großhandel und Bankgeschäfte.
Zwei Jahre, von 1742 bis 1744, diente es Karl VII. als Residenz und wurde dadurch zeitweise zum Kaiserpalast. Der Frankfurter Senator, Jurist und nachmaligen Reichshofrat Heinrich von Barckhaus (1691–1752) stellte dem Kaiser während dieser Zeit sein Stadtpalais zur Verfügung. Die Zeil entwickelte sich zu dieser Zeit weiter zu einem der bekanntesten Großstadtboulevards ihrer Zeit.
Bereits mit Heinrich von Barckhaus starb dieser Zweig des Geschlechts 1752 aus. Er war mit Elisabeth Catharina von Barckhaus (* 1696 Frankfurt am Main als Katharina Elisabeth von Kellner; † 1749 ebenda), einer deutschen Bürgersfrau und Stifterin aus Frankfurt am Main verheiratet.
Das Barckhausensche Palais, um 1800 klassizistisch verändert und aufgestockt, musste kurz vor 1908 für den Neubau des Kaufhauses  Wronker weichen.